# Biserici de lemn din Hunedoara
Bisericile de lemn din Hunedoara fac parte din grupul de biserici de lemn din Transilvania și din familia de biserici de lemn românești.

## Biserici de lemn
- Biserica de lemn din Abucea cu hramul Cuvioasa Paraschiva
- Biserica de lemn din Almaș-Săliște cu hramul Sfinții Arhangheli
- Biserica de lemn din Almașu Mic cu hramul Sfântul Nicolae
- Biserica de lemn din Almașu Mic de Munte cu hramul Sfinții Arhangheli
- Biserica de lemn din Almășel cu hramul Sfinții Arhangheli
- Biserica de lemn din Alun cu hramul Adormirea Maicii Domnului
- Biserica de lemn din Arănieș cu hramul Pogorârea Sfântului Duh
- Biserica de lemn din Bacea cu hramul Sfinții Arhangheli
- Biserica de lemn din Bărăștii Iliei cu hramul Întâmpinarea Domnului
- Biserica de lemn din Basarabasa cu hramul Sfântul Nicolae
- Biserica de lemn din Baștea cu hramul Cuvioasa Paraschiva
- Biserica de lemn din Bătrâna cu hramul Cuvioasa Paraschiva
- Biserica de lemn din Bejan cu hramul Sfântul Nicolae
- Biserica de lemn din Birtin cu hramul Buna Vestire
- Biserica de lemn din Boia Bârzii cu hramul Pogorârea Sfântului Duh
- Biserica de lemn din Boiu de Jos cu hramul Cuvioasa Paraschiva
- Biserica de lemn din Boz cu hramul Sfântul Gheorghe
- Biserica de lemn din Brădățel cu hramul Adormirea Maicii Domnului
- Biserica de lemn din Brâznic cu hramul Cuvioasa Paraschiva
- Biserica de lemn din Bretea Mureșană cu hramul Sfântul Dumitru
- Biserica de lemn din Brotuna cu hramul Sfântul Nicolae
- Biserica de lemn din Bulzeștii de Jos cu hramul Sfinții Arhangheli
- Biserica de lemn din Bulzeștii de Sus cu hramul Sfântul Ioan Gură de Aur
- Biserica de lemn din Bunești cu hramul Schimbarea la Față
- Biserica de lemn din Bunila cu hramul Pogorârea Sfântului Duh
- Biserica de lemn din Căbești cu hramul Nașterea Maicii Domnului
- Biserica de lemn din Căinelu de Jos cu hramul Intrarea în Biserică a Maicii Domnului
- Biserica de lemn din Căraci cu hramul Sfântul Nicolae
- Biserica de lemn din Cărmăzănești cu hramul Sfinții Arhangheli
- Biserica de lemn din Căzănești cu hramul Pogorârea Sfântului Duh
- Biserica de lemn din Câmpuri de Sus cu hramul Sfinții Arhangheli
- Biserica de lemn din Cerbia
- Biserica de lemn din Cernișoara-Florese cu hramul Cuvioasa Paraschiva
- Biserica de lemn din Chergheș cu hramul Cuvioasa Paraschiva
- Biserica de lemn din Chimindia
- Biserica de lemn din Ciulpăz cu hramul Sfântul Ierarh Nicolae
- Biserica de lemn din Ciungani cu hramul Buna Vestire
- Biserica de lemn din Cuieș cu hramul Sfinții Arhangheli
- Biserica de lemn din Cutin cu hramul Sfântul Ierarh Nicolae
- Biserica de lemn din Curechiu cu hramul Sfântul Nicolae
- Biserica de lemn din Dănulești cu hramul Sfinții Arhangheli
- Biserica de lemn din Dâlja Mare cu hramul Sfântul Gheorghe
- Biserica de lemn din Dealu Mare cu hramul Buna Vestire
- Biserica de lemn din Deleni cu hramul Sfinții Arhangheli Mihail și Gavriil
- Biserica de lemn din Dobroț cu hramul Sfântul Nicolae
- Biserica de lemn din Dumbrava de Jos cu hramul Adormirea Maicii Domnului
- Biserica de lemn din Dumbrava de Sus cu hramul Nașterea Domnului
- Biserica de lemn din Dumbrăvița cu hramul Sfântul Nicolae
- Biserica de lemn din Feregi cu hramul Sfinții Arhangheli Mihail și Gavriil
- Biserica de lemn din Furcșoara cu hramul Pogorârea Sfântului Duh
- Biserica de lemn din Gialacuta cu hramul Sfinții Arhangheli
- Biserica de lemn din Glodghilești
- Biserica de lemn din Godinești cu hramul Sfântul Gheorghe
- Biserica de lemn din Grohot cu hramul Sfinții Arhangheli Mihail și Gavriil
- Biserica de lemn din Gothatea cu hramul Intrarea în Ierusalim
- Biserica de lemn din Grosuri cu hramul Buna Vestire
- Biserica de lemn din Groș cu hramul Sfântul Nicolae
- Biserica de lemn din Hărțăgani cu hramul Buna Vestire
- Biserica de lemn din Lăpugiu de Jos cu hramul Adormirea Maicii Domnului
- Biserica de lemn din Lunca, Hunedoara cu hramul Adormirea Maicii Domnului
- Biserica de lemn din Luncani cu hramul Adormirea Maicii Domnului
- Biserica de lemn din Luncoiu de Jos cu hramul Adormirea Maicii Domnului
- Biserica de lemn din Luncoiu de Sus cu hramul Adormirea Maicii Domnului
- Biserica de lemn din Luncșoara, Hunedoara cu hramul Sfinții Arhangheli
- Biserica de lemn din Lupeni cu hramul Pogorârea Sfântului Duh
- Biserica de lemn din Merișoru de Munte cu hramul Cuvioasa Paraschiva
- Biserica de lemn din Mesteacăn cu hramul Sfinții Epifanie și Gherman
- Biserica de lemn din Micănești cu hramul Buna Vestire
- Biserica de lemn din Mintia cu hramul Sfântul Ioan Botezătorul
- Biserica de lemn din Muncelu Mare cu hramul Duminica Tuturor Sfinților
- Biserica de lemn din Muncelu Mic cu hramul Cuvioasa Paraschiva
- Biserica de lemn din Obârșa cu hramul Schimbarea la Față
- Biserica de lemn din Ocișor cu hramul Adormirea Maicii Domnului
- Biserica de lemn din Ociu cu hramul Sfinții Arhangheli
- Biserica de lemn din Panc-Săliște cu hramul Cuvioasa Paraschiva
- Biserica de lemn din Peștera cu hramul Sfântul Nicolae
- Biserica de lemn din Petroșani cu hramul Sfinții Arhangheli
- Biserica de lemn din Petroșani, Cartier Sălătruc cu hramul Sfântul Mare Mucenic Gheorghe
- Biserica de lemn din Petroșani, Cartier Maleia cu hramul Sfântul Nicolae
- Biserica de lemn din Podele cu hramul Adormirea Maicii Domnului
- Biserica de lemn din Pogănești cu hramul Sfinții Apostoli
- Biserica de lemn din Poienița Voinii cu hramul Pogorârea Sfântului Duh
- Biserica de lemn din Potingani cu hramul Sfinții Arhangheli
- Biserica de lemn din Prăvăleni cu hramul Sfântul Ierarh Nicolae
- Biserica de lemn din Rădulești cu hramul Cuvioasa Paraschiva
- Biserica de lemn din Ribicioara cu hramul Cuvioasa Paraschiva
- Biserica de lemn din Rovina cu hramul Înălțarea Sfintei Cruci
- Biserica de lemn din Runcșor cu hramul Cuvioasa Paraschiva
- Biserica de lemn din Runcu Mare cu hramul Cuvioasa Paraschiva
- Biserica de lemn din Runcu Mic cu hramul Pogorârea Sfântului Duh
- Biserica de lemn din Sălătruc cu hramul Înălțarea Domnului
- Biserica de lemn din Sălciva cu hramul Adormirea Maicii Domnului,Cuvioasa Paraschiva
- Biserica de lemn din Săliștioara cu hramul Sfântul Nicolae
- Biserica de lemn din Sârbi-Hunedoara cu hramul Sfinții Arhangheli
- Biserica de lemn din Socet cu hramul Cuvioasa Paraschiva
- Biserica de lemn din Stănija cu hramul Adormirea Maicii Domnului
- Biserica de lemn din Șoimuș cu hramul Sfântul Nicolae
- Biserica de lemn din Stâncești, Hunedoara cu hramul Cuvioasa Paraschiva
- Biserica de lemn din Stejărel cu hramul Adormirea Maicii Domnului
- Biserica de lemn din Străuții de Jos cu hramul Sfântul Mare Mucenic Dimitrie
- Biserica de lemn din Sulighete cu hramul Sfântul Nicolae
- Biserica de lemn din Șteia cu hramul Sfântul Nicolae
- Biserica de lemn din Tătărăști cu hramul Sfinții Arhangheli
- Biserica de lemn din Târnava cu hramul Sfântul Nicolae
- Biserica de lemn din Târnava de Criș cu hramul Sfinții Arhangheli
- Biserica de lemn din Târnăvița, Hunedoara cu hramul Cuvioasa Paraschiva
- Biserica de lemn din Tisa cu hramul Pogorârea Sfântului Duh
- Biserica de lemn din Tiulești cu hramul Adormirea Preacuratei Fecioare Maria
- Biserica de lemn din Tomnatecu de Jos cu hramul Buna Vestire
- Biserica de lemn din Tomnatecu de Sus cu hramul Sfântul Nicolae
- Biserica de lemn din Ulm cu hramul Pogorârea Sfântului Duh
- Biserica de lemn din Valea Lungă cu hramul Buna Vestire
- Biserica de lemn din Valea Mare de Criș cu hramul Duminica Tuturor Sfinților
- Biserica de lemn din Valea Poienii cu hramul Sfântul Ioan Botezătorul
- Biserica de lemn din Vălari cu hramul Sfântul Nicolae
- Biserica de lemn din Vălari-Buzdular cu hramul Sfântul Mare Mucenic Dimitrie
- Biserica de lemn din Vălișoara, Hunedoara cu hramul Sfinții Arhangheli
- Biserica de lemn din Vețel-Vulcez cu hramul Cuvioasa Paraschiva
- Biserica de lemn din Visca cu hramul Sfântul Mare Mucenic Gheorghe
- Biserica de lemn din Vorța cu hramul Sfântul Nicolae
- Biserica de lemn din Zdrapți cu hramul Sfântul Dimitrie